# Сеттер (программирование)
Сеттер (англ. setter, также устанавливающий метод, модифицирующий метод, мутатор) — метод, используемый в объектно-ориентированном программировании для присвоения какого-либо значения инкапсулированному полю, например, обработав при этом недопустимые присваивания. Часто реализуется в паре с методом-геттером, позволяющим получать значение поля класса.

## Примеры
Пример на Java:
```
 
public
 
class
 
ScheduleTask
 
{

     

     
private
 
int
 
hours
;

     

     
public
 
void
 
setHours
(
int
 
hours
)
 
{

         
if
 
((
hours
 
>=
 
0
)
 
&&
 
(
hours
 
<
 
24
))

             
this
.
hours
 
=
 
hours
;

     
}

 
}

```

Здесь для изменения скрытого поля hours нужно использовать сеттер setHours, который будет следить за тем, чтобы оно принимало только допустимые значения.
В C# благодаря синтаксическим возможностям (контекстные ключевые слова set и value — использующееся только в сеттере) чаще применяется другая методика:
```
  
public
 
class
 
ScheduleTask

  
{

    
private
 
int
 
hours
;

    
public
 
int
 
Hours

    
{

      
set

      
{

         
if
 
(
 
(
value
 
>=
 
0
)
 
&&
 
(
value
 
<
 
24
)
 
)

         
{

           
hours
 
=
 
value
;

         
}

      
}

    
}

  
}

```

При этом возможно использование и через публичный метод, так как фактически конструкцию set { ... } компилятор C# преобразует в метод класса.
Сеттер в VB.NET обязан иметь модификатор WriteOnly, если не будет реализован геттер:
```
Public
 
Class
 
Foo

    
Private
 
m_Data
 
As
 
Integer
 
'Закрытое поле с данными

    
Public
 
Property
 
Message
 
As
 
Integer
 
'Автореализуемое свойство, начиная с VB 10.0

    
Public
 
WriteOnly
 
Property
 
Data
  
As
 
Integer
 
'Открытое свойство только для записи

        
Set
(
Value
 
As
 
Integer
)

            
m_Data
 
=
 
Value

        
End
 
Set

    
End
 
Property

End
 
Class

```